# گاه‌شماری در ایران
بهره بردن از گاه‌شمار یا تقویم در ایران پیشینه‌ای بسیار کهن دارد. در گذر زمان گاه‌شماری ایرانی دگرگونی‌های بسیاری را داشته‌است. در ایران از روش‌های گاه‌شماری متفاوت مانند گاه‌شماری خورشیدی و گاه‌شماری قمری و با مبداهای متفاوت مانند تاج‌گذاری یزدگرد سوم یا هجرت محمد استفاده شده و می‌شود.
یکی از کوشش‌های همیشگی ایرانیان، تنظیم گاه‌شماری بوده‌است که با زمان طبیعی و دوره رویدادهای نجومی، بیشترین سازگاری را داشته باشد. این کوشش منجر به ایجاد و بهره‌برداری از نظام‌های گاه‌شماری بسیار متعدد و متنوعی شد که در نهایت با تدوین و تنظیم سالنامه اعتدالی ایرانی به بیشترین دقت ممکن برای سازگاری گاه‌شماری قراردادی با سال طبیعی دست یافته شد؛ و امروزه نیز این گاه‌شماری همچنان دقیق‌ترین گاه‌شماری تاریخ بشر شناخته می‌شود. گمان نمی‌رود که هیچ مردم و تمدنی به اندازه ایرانیان تا این اندازه به بررسی و پژوهش در گاه‌شماری پرداخته باشند. فهرست نسخه‌های خطی احمد منزوی، خود به تنهایی نشان‌دهنده بیش از دو هزار نسخه سالنامه خطی منتشر نشده به زبان فارسی است. بیشترین کتیبه‌های باستانی در زمینه اخترشناسی و گاه‌شماری که در بین‌النهرین به‌دست آمده‌اند، به دوران فرمانروایی کاسیان و هخامنشیان منسوب هستند. کوشش و پیگیری دانشمندان ایرانی، منجر به پیدایی دقیق‌ترین گاه‌شماری جهان در ایران شده‌است.

## تاریخچه گاه‌شماری ایران
گاه‌شماری ایرانی تقویم خورشیدی برگرفته از تقویم بابلی بوده که خود متأثر از تقویم مصری بوده‌است. این تقویم در زمان هخامنشیان بومی شده و در زمان ساسانیان متأثر از تقویم ژولینی بود. از زمان ورود اسلام به ایران تقویم هجری قمری تا مشروطیت تقویم رسمی گردید و تقویم خورشیدی (از جمله خراجی و یزدگردی) نیز برای امور زراعی-مالی کاربرد داشت. در سال ۴۷۱ قمری تقویم خورشیدی جلالی تدوین گردید اما چندان رواج نیافت. تقویم جلالی به سال ۱۲۶۴ خورشیدی با تغییراتی در قالب گاه‌شماری هجری خورشیدی برجی مجدداً رایج شد و در سال ۱۲۸۹ خورشیدی در زمان مشروطیت تقویم ملی ایران شد. بر همین اساس در آغاز سال ۱۳۰۴ خورشیدی با تغییراتی در محاسبات و عناوین ماه‌ها به عنوان تقویم رسمی ایران درآمد که تاکنون رایج است.

### گاه‌شماری در ایران باستان
گاه‌شماری در دوران کهن در ایران معمولاً بر اساس خورشید انجام می‌گرفت. گاه‌شماری‌های نخستین ایران برگرفته از گاهشماری بابلی با سال ۱۲ماه سی روزه بوده که هر ۶سال یکبار ۱۳ماهه می‌شده‌است. گاه‌شماری‌های ۳۶۵روزه برگرفته از گاه‌شماری باستانی مصری‌اند. گاه‌شماری در دوره هخامنشیان تغییراتی کرده و به صورت گاه‌شماری زرتشتی درآمد. در زمان اردشیر بابکان پادشاه ساسانی، تقویم ایرانی متأثر از گاه‌شماری ژولینی تغییراتی کرد و به آخر سال ۵ روز اضافه شد و در دوره یزدگرد سوم هم اصلاحاتی در آن انجام شد. پس از حمله اعراب به ایران، گاه‌شماری قمری جایگزین گاه‌شماری خورشیدی شد. اما با توجه به نقص‌های گاه‌شماری قمری و برای تعیین سال فصلی و مالی جهت زمان پرداخت مالیات کشاورزان، تقویم خورشیدی (ازجمله: تقویم خراجی) کاربرد داشت اما از مبدأ حقیقی آن گاه تا دو ماه عقب می‌افتاد.

### گاه‌شماری هجری قمری ایران
تقویم هجری قمری در تاریخ ایران پس از اسلام تاکنون کاربرد دارد و تا پیش از مشروطیت مهم‌ترین تقویم معمول ایرانیان بوده‌است.

در قرن اول قمری، تقویم قمری در کنار گاه‌شماری یزدگردی (با مبدأ ۱۱ قمری - تاجگزاری یزدگرد سوم) در ایران بکار برده می‌شد. نخستین کاربرد تقویم قمری در کنار یزدگردی با ضرب سکه‌های عرب ـ ساسانی در سال ۳۱ قمری (۲۰ یزدگردی) و ضرب مستقلاً سکه عربی از سال ۴۱ قمری (۳۰ یزدگردی) می‌باشد. در قرون بعد تقویم قمری در کنار دیگر گاهشماری‌های خورشیدی ایرانی کاربرد غالب یافت. تا جاییکه از قرن نهم قمری به بعد گاه‌شماری هجری قمری گاه‌شماری رسمی در کلیه اسناد بوده‌است. در سال ۱۳۲۹ قمری (۱۲۹۰ خورشیدی) استفاده از سال خورشیدی نیز برای محاسبات مالی کشور در ایران رسمیت یافت. از سال ۱۳۰۴ خورشیدی که تقویم خورشیدی عموماً رسمیت یافت تاکنون نیز تقویم قمری در کنار آن برای مناسبتها و امور مذهبی رسماً استخراج شده و کاربرد دارد. تقویم قمری هلالی ایران بر پایه نظرات فقهی و معیارهای فلکی استهلال و طبق افق تهران محاسبه و منتشر می‌شود اما در ماه‌های مهم مثل رمضان با استهلال میدانی ممکن است تجدیدنظر شود.

### گاه‌شماری جلالی
گاه‌شماری جلالی در دورهٔ ملکشاه سلجوقی با فرمان خواجه نظام‌الملک توسط عده‌ای از ریاضی دانان ایرانی و در راس آنان حکیم عمر خیام در ۲۴ اسفند ۴۵۷ هجری خورشیدی (۳ رمضان ۴۷۱ هجری قمری) تدوین شد. در ایران پس از اسلام، گاهشماری هجری قمری کاربرد داشت و گاهشماری جلالی نیز پس از درگذشت ملکشاه، تا پیش از مشروطه در ایران رسمیت نداشت و با تغییراتی از جمله در مبدأ و اسامی و طول ماه‌ها در قالب تقویم هجری شمسی برجی از سال ۱۲۸۹ هجری خورشیدی در ایران به کار رفت.
این تقویم به ثبت ملی در ایران هم رسیده‌است.
مبدأ گاه‌شماری جلالی، سال جلوس ملکشاه بر تخت سلطنت و سرآغاز آن جمعه، اول فروردین سال نخستین جلالی (۴۵۸ هجری خورشیدی)، برابر نهم رمضان سال ۴۷۱ هجری قمری قراردادی (۱۵ مارس ۱۰۷۹ میلادی جولیانی مطابق ۲۱ مارس ۱۰۷۹ میلادی گرگوری) بود که تفاضل آن با تقویم هجری خورشیدی ۴۵۷ سال می‌باشد. در این گاهشماری روز اول سال طوری تنظیم شده‌است که با برابری بهاری همگام شود و در پایان سال‌ها ۳۶۵ یا ۳۶۶ روز دارند. طول ماه‌های آن را مانند گاهشماری یزدگردی ۳۰روزه با ۵روز افزوده و به احتمالی ضعیفتر مانند تقویم برجی براساس توقف نسبی خورشید در برج‌ها بین ۲۹ تا ۳۲روزه دانسته‌اند.

### اولین استفاده از بروج فلکی عربی به جای ماه‌های تقویم‌های ایرانی
استفاده از نام برج فلکی برای ماه‌های تقویمی یک اشتباه تقویمی و نجومی است.
در تقویم جلالی از نام‌های بروج فلکی به جای نام ماه‌های زرتشتی در تقویم‌های ایرانی استفاده نمی‌شد. بروج فلکی عربی ۱۲ نام فنی در علم نجوم بود که مردم عادی از آن در تقویم استفاده نمی‌کردند. در شعر هیچ شاعری دیده نشده که نام بروج فلکیِ نجومی را در معنی تقویمی به کار برده باشد. برعکس شاعران بسیاری از نام ماه‌های زرتشتی (فروردین، اردیبهشت، خرداد و …) برای مقاصد تقویمی استفاده کرده‌اند.
نویسنده واژه‌نامه برهان قاطع برای اولین بار در ۱۰۰۰ ه‍.ش از نام بروج فلکی عربی برای ماه‌های زرتشتی استفاده می‌کند. این یک اشتباه نجومی و تقویمی است. در مورد بروج فلکی، برای اولین بار در حدود قرن پنجم قبل از میلاد، اخترگویان بابلی (و شاید یونانی)، دائرةالبروج را به ۱۲ قسمت که هر کدام حدود ۳۰ درجه اند، تقسیم و هریک را با نام یک صورت فلکی شناسایی می‌کردند. اما از آن زمان تا به امروز بعلت پیش‌روی محوری زمین (که دور تناوب آن ۲۶۰۰۰ سال است)، صورت‌های فلکی با برج‌های فلکی همنام خود منطبق نیستند و تقریباً به اندازه یک برج جابجا شده‌است.
در کتاب کشاف اصطلاحات الفنون که در ۱۱۲۴ ه‍.ش در هند تألیف شده ذیل واژه برج، نام برج‌های عربی را برای فصل‌های سال خورشیدی به کار می‌برد این کتاب که به عربی است برای اولین بار از بروج ربیعیه و خریفیه و صیفیه و شتویه در یک متن عربی نام می‌برد. در ترجمه فارسی آن که در سال ۱۲۴۰ ه‍.ش در کلکته انجام شده آمده: «سه برج نخست بروج ربیعیه و سه برج ثانی بروج صیفیه و شش برج نیمهٔ نخست سال را بروج شمالی و مالیه نامند آنگاه سه برج سوم را بروج خریفیه و سه برج چهارم را بروج شتویه و شش برج نیمهٔ دوم سال را جنوبیه و منخفضه نامند از اول جدی تا آخر جوزا را صاعده و معوجة الطلوع نام گذارند و از اول سرطان تا آخر قوس را مستقیمةالطلوع و هابطه و مطیعه و آمره خوانند … اولین برج از هریک از بروج ربیعیه و صیفیه و خریفیه و شتویه را برج منقلب نامند زیرا بمجرد حلول آفتاب از برجی ببرج دیگر فصل نیز بفصلی دیگر بازگردد و دومین برج از برجهای فصول اربعه را برج ثابت خوانند زیرا فصلی که بروج مربوط بدان فصل می‌باشد در آن موقع ثابت و تغییرناپذیر است و سومین برج از برجهای فصول چهارگانه را ذوجسدین گویند زیرا هوا در ماه آخر فصل بواسطهٔ حلول و نقل آفتاب از آخرین برج فصلی به اولین برج فصل دیگر در حالت امتزاج بین الفصلین باشد و از این بیان وجه تسمیهٔ برج دوم هر فصل به ثابت کاملاً روشن و هویدا گردد.»
بنابراین نام بروج فلکی را (حمل، ثور، جوزا و …) اولین با محمدحسین بن خلف تبریزی (متخلص به برهان) در حیدرآباد، هندوستان روی ماه‌های زرتشتی گذاشته که بنا به پیش‌روی محوری زمین اشتباه است. و نجم‌الدوله هم در سال ۱۲۲۶ ه‍.ش از نام بروج فلکی برای تقویم ایرانی استفاده کرد. و این یعنی۲۲۶ سال پس از نوشتن برهان قاطع و ۹۸ سال پس از نوشتن متن عربی کشاف اصطلاحات الفنون. تقویم هجری خورشیدی برجی در آغاز رسمی نبود و تنها به مدت ۶۶ سال و تنها در تقویم‌های قدیمی و در امور گمرکات و مالیه ایران و مورد استفاده قرار گرفته بوده‌است؛ و بعداً به مدت ۱۵سال هم از ۱۲۸۹ تا ۱۳۰۴ ه‍.ش تقویم رسمی ایران بوده‌است. و پس از ایران در افغانستان هم مورد استفاده قرار گرفت. استفاده از نام بروج عربی برای تقویم ایرانی هنوز هم میان برخی روستاییان کشور رایج است.

### گاه‌شماری هجری خورشیدی برجی
گاه‌شماری هجری خورشیدی را نخستین بار عبدالغفار نجم‌الدوله با توجه به تقویم جلالی استخراج کرد. نجم‌الدوله برای اولین بار عبارت ۱۲۶۴ هجری خورشیدی را در حاشیه تقویم سال ۸۰۷ جلالی مطابق ۳–۱۳۰۲ هجری قمری ذکر کرد و از آن تاریخ به بعد، نظام گاه‌شماری را در ایران رایج کرد که برای اولین بار اساس آن خورشیدی و مبدأ آن هجرت پیامبر اسلام از مکّه به مدینه باشد. ماه‌های آن براساس اسامی عربی برج‌های دوازده‌گانه فلکی (حمل، ثور، جوزا… حوت) و طول آن‌ها برمبنای توقف نسبی خورشید در بروج مذکور ۲۹ تا ۳۲روزه بود. تقویمی که او نوشت، به تقویم هجری خورشیدی بُرجی معروف است.
این تقویم در دوره دوم مجلس شورای ملی ایران در ۲۱ صفر ۱۳۲۹ هجری قمری، برابر با ۲ اسفند (حوت) ۱۲۸۹ هجری خورشیدی، به عنوان مقیاس رسمی زمان محاسبات مالی کشور پذیرفته شد. دستکم تا ۲۵ سال پیش از آن، تقویم‌هایی بر اساس گاه‌شماری هجری خورشیدی در ایران استخراج و چاپ می‌شد. ۱۵ سال بعد در پنجمین دوره مجلس شورای ملی قانون گاه‌شماری هجری خورشیدی به تصویب رسید.
ماه‌های تقویم هجری خورشیدی برجی، بین ۲۹ تا ۳۲روزه و طول ماه‌ها در هرسال بستگی به توقف سالانه خورشید در هر برج متفاوت بوده‌است. طول ماه‌ها: حمل (۳۰ یا ۳۱روزه)، ثور (۳۱ یا ۳۲روزه)، جوزا (۳۱ یا ۳۲روزه)، سرطان (۳۱ یا ۳۲روزه)، اسد (۳۱ یا ۳۲روزه)، سنبله (۳۰ یا ۳۱روزه)، میزان (۳۰ یا ۳۱روزه)، عقرب (۲۹ یا ۳۰روزه)، قوس (۲۹ یا ۳۰روزه)، جدی (۲۹ یا ۳۰روزه)، دلو (۲۹ یا ۳۰روزه)، حوت (۲۹ یا ۳۰روزه).

## گاه‌شماری رسمی ایران
گاه‌شماری رسمی ایران، گاه‌شماری خورشیدی است که محاسبات، طول و سرآغازش بر اساس گاه‌شماری جلالی و مبدأ آن سال هجرت پیامبر اسلام (برابر با ۶۲۲ میلادی قدیم) می‌باشد. نام ماه‌های گاه‌شماری رسمی، بر اساس گاه‌شماری اوستایی نو انجام گرفته‌است.
گاه‌شماری رسمی ایران در ۱۱ فروردین ۱۳۰۴ (۱۹۲۵ میلادی) در مجلس شورای ملی به عنوان نظام گاه‌شماری سراسری و رسمی ایران تصویب شد. البته پیش از آن، نسخه اولیه این گاه‌شماری از ۲ اسفند ۱۲۸۹ به عنوان تقویم مالی کشور کاربرد رسمی یافته‌بود.
این گاه‌شماری پس از رسمیت یافتن در ایران، در افغانستان به‌طور رسمی و در منطقه کردستان به صورت غیررسمی بکار برده شد و می‌شود.
به موجب این گاه‌شماری طول و نام ماه‌های سال اصلاح شد. طول ماه‌ها که در هر سال متغیر بود و از ۲۹ تا ۳۲ روز تغییر می‌کرد به شش ماه ۳۱ روزه، پنج ماه ۳۰ روزه و یک ماه ۲۹ روزه (که در سال‌های کبیسه ۳۰ روز می‌شود) دقیق شد و نام ماه‌ها از نام عربی برج‌های فلکی به نام‌های امروزی آن (فروردین تا اسفند) که برگرفته از نام‌های اوستایی و پهلوی بود، تغییر کرد.
در این گاه‌شماری معیار شروع سال، ۱ فروردین و معیار لحظه تحویل سال اعتدال بهاری است ولی مکانی که باید مبدأ محاسبهٔ تقویم قرار گیرد مشخص نشده‌است. بعضی (از جمله ایرج ملکپور) نصف‌النهار ۵۲٫۵ درجهٔ شرقی را مرجع محاسبات این تقویم گرفته‌اند و برخی دیگر (از جمله راین‌گولد و درشوویتز در Calendrical Calculations) شهر تهران را. این دو مبدأ تا حدود سال ۱۴۶۹ هجری خورشیدی اختلافی در گاه‌شماری ایجاد نمی‌کنند ولی برای تعیین کبیسه بودن یا نبودن سال ۱۴۶۹، لازم است مبدأ این گاه‌شماری مشخص شود.

### تقسیمات گاه‌شماری رسمی
پس از اصلاح و تعیین نام ماه‌های سال و تصویب دقیق زمان ابتدا و انتهای هر ماه و فصل‌های سال، مجلس شورای ملی تقسیم‌بندی سالیانه را به این صورت ابلاغ کرد:
یک سال رسمی ایران، یک سال خورشیدی است که تشکیل شده‌است از ۱۲ ماه، که شش ماه اول ۳۱ روز، پنج ماه دوم ۳۰ روز و ماه آخر ۲۹ روز می‌باشد. هر ۴ یا به ندرت ۵ سال یکبار طول ماه آخر ۳۰ روز است که آن سال به سال کبیسه معروف است.
طول سال و فصلها در ایران و افغانستان و کردستان یکسان هستند ولی ماه‌ها در هر زبان و گویشی نام خاصی دارند؛ که به ترتیب عبارت‌اند از:
| ترتیب | روزها | نام           | نام               | نام              | نام                | نام       | نام             | تاریخ‌های میلادی       | فصل     |
| ترتیب | روزها | فارسی (ایران) | فارسی (افغانستان) | پشتو (افغانستان) | هزارگی (افغانستان) | کردی      | ترکی آذربایجانی | تاریخ‌های میلادی       | فصل     |
| ----- | ----- | ------------- | ----------------- | ---------------- | ------------------ | --------- | --------------- | --------------------- | ------- |
| ۱     | ۳۱    | فروردین       | حَمَل               | وری              | اورال              | خاکه‌لێوه  | آغلار-گۆلر      | ۲۱ مارس – ۲۰ آوریل    | بهار    |
| ۲     | ۳۱    | اردیبهشت      | ثَور               | غویی             | اید                | گوڵان     | گۆلن            | ۲۱ آوریل – ۲۱ مه      | بهار    |
| ۳     | ۳۱    | خرداد         | جَوزا              | غبرګولی          | بررید              | جۆزه‌ردان  | قؽزاران         | ۲۲ مه – ۲۱ ژوئن       | بهار    |
| ۴     | ۳۱    | تیر           | سَرَطان             | چنګاښ            | سرتایستو           | پووشپه‌ڕ   | قوْرا بیشیرن     | ۲۲ ژوئن – ۲۲ ژوئیه    | تابستان |
| ۵     | ۳۱    | مرداد         | اَسَد               | زمری             | چیله تایستو        | گه‌لاوێژ   | قۇیرۇق دوْغان    | ۲۳ ژوئیه – ۲۲ اوت     | تابستان |
| ۶     | ۳۱    | شهریور        | سُنبُله             | وږی              | آخیر تایستو        | خه‌رمانان  | زۇمار           | ۲۳ اوت – ۲۲ سپتامبر   | تابستان |
| ۷     | ۳۰    | مهر           | میزان             | تله              | تخم ریز            | ڕه‌زبه‌ر    | خزل             | ۲۳ سپتامبر – ۲۲ اکتبر | پاییز   |
| ۸     | ۳۰    | آبان          | عَقرَب              | لړم              | برگ ریز            | خه‌زه‌ڵوه‌ر  | قؽروْو           | ۲۳ اکتبر – ۲۱ نوامبر  | پاییز   |
| ۹     | ۳۰    | آذر           | قَوس               | لیندی            | چیله زمستو         | سه‌رماوه‌ز  | آذر             | ۲۲ نوامبر – ۲۱ دسامبر | پاییز   |
| ۱۰    | ۳۰    | دی            | جَدْی               | مرغومی           | بامو               | به‌فرانبار | چیلله           | ۲۲ دسامبر – ۲۰ ژانویه | زمستان  |
| ۱۱    | ۳۰    | بهمن          | دَلو               | سلواغه           | سیاه بار           | ڕێبه‌ندان  | دوْندۇران        | ۲۱ ژانویه – ۱۹ فوریه  | زمستان  |
| ۱۲    | ۲۹–۳۰ | اسفند         | حوت               | کب               | نجیر               | ره‌شه‌مه    | بایرام          | ۲۰ فوریه – ۲۰ مارس    | زمستان  |

### کبیسه‌گیری گاه‌شماری رسمی
تقویم رسمی ایران معمولاً هر چهار یا به ندرت پنج سال یکبار کبیسه می‌شود. برای جبران کسر سال حقیقی، در آغاز هر دورهٔ ۲۹، ۳۳ یا ۳۷ساله، یک کبیسه پنج ساله وجود دارد. در یک فراز پنج‌هزارساله، مابازای هر دورهٔ ۳۷ساله، نزدیک به پنج دورهٔ ۲۹ساله و تقریباً ۲۰ دورهٔ ۳۳ساله وجود دارد. ترتیب و توالی کبیسه‌ها قاعده‌مند نیست. چنانچه لحظه تحویل سال خورشیدی بعد از ظهر ۳۶۶اُمین روز از سال باشد، آن سال کبیسه و روز بعد نوروز است.
سال‌های کبیسه یک قرن اخیر با توجه به دوره‌ها:

(دورهٔ ۳۳ساله): ۱۲۸۰ - ۱۲۸۴ - ۱۲۸۸ - ۱۲۹۲ - ۱۲۹۶ - ۱۳۰۰ - ۱۳۰۴ - 1309
(دورهٔ ۳۳ساله): ۱۳۱۳ - ۱۳۱۷ - ۱۳۲۱ - ۱۳۲۵ - ۱۳۲۹ - ۱۳۳۳ - ۱۳۳۷ - 1342
(دورهٔ 33 ساله): ۱۳۴۶ - ۱۳۵۰ - ۱۳۵۴ - ۱۳۵۸ - ۱۳۶۲ - ۱۳۶۶ - ۱۳۷۰ -1375
(دورهٔ ۳۳ساله): ۱۳۷۹ - ۱۳۸۳ - ۱۳۸۷ - ۱۳۹۱ - ۱۳۹۵ - ۱۳۹۹ - ۱۴۰۳. 1408

## گاه‌شماری هجری خورشیدی حسابی
گاه‌شماری هجری خورشیدی حسابی نوعی گاه‌شماری حسابی بر اساس الگوریتمی است که برای محاسبه دقیق آغاز، تقسیمات و کبیسه‌گیری گاه‌شماری جلالی تدوین می‌شود.
یکی از گاه‌شماری‌های هجری خورشیدی حسابی توسط احمد بیرشک ارائه شده‌است و در کنار گاه‌شماری رسمی ایران مشهور بوده و بعلت خطی بودن کاربرد آن آسان‌تر است. این تقویم با توجه به زیردوره‌ها و دوره‌های میانی تقویم جلالی و تکمیل آن در قالب یک دوره بزرگتر ۲۸۲۰ ساله ایجاد شده‌است. دوره بزرگ مذکور ابتدا توسط ذبیح بهروز محاسبه، کشف و پیشنهاد داده شد آنگاه توسط احمد بیرشک دوره‌های میانی آن تعریف شد و مدون گردید.
دیگر گاهشماری هجری خورشیدی حسابی، گاهشماری حسابی رایانه‌ای است که توسط موسی اکرمی تدوین شده‌است.

## انواع گاه‌شماری‌های ایران
برخی از مشهورترین سال‌شمارهایی که در ایران کاربرد داشته و دارند (تقریباً به ترتیب زمان پیدایش و کاربرد) به شرح زیر است:
- گاه‌شماری میترایی (آریایی)
- گاه‌شماری کردی (مادی)
- گاه‌شماری هخامنشی (پادشاهی)
- گاه‌شماری زرتشتی (اوستایی)
- گاه‌شماری اوستایی نو
- گاه‌شماری اچمی
- گاه‌شماری میلادی
- گاه‌شماری خراجی
- گاه‌شماری یزدگردی
- گاه‌شماری هجری قمری
- گاه‌شماری جلالی
- گاه‌شماری هجری خورشیدی برجی
- گاه‌شماری هجری خورشیدی
- گاه‌شماری خوارزمی
- گاه‌شماری شهریاری
- گاه‌شماری حیوانی
- گاه‌شماری طبری (تبری)
- گاه‌شماری گیلکی
- گاه‌شماری دیلمی
- گاه‌شماری سنگسری
- گاه‌شماری لکی
- گاه‌شماری پشتکوهی
- گاه‌شماری محلی نطنز و کاشان
- گاه‌شماری بهائی
- گاه‌شماری شاهنشاهی تقویمی جدید با مبدأ تقریبی آغاز حکومت کوروش بزرگ (۱۱۸۰ سال افزوده نسبت به تقویم هجری شمسی)
- گاه‌شماری کردی گرمسیری سلطانی
- گاه‌شماری رسمی ایران

از برخی از این گاه‌شماری‌ها شواهد دقیق و مدونی در دسترس نیست ولی با کاوش متون تاریخی و بررسی زمان‌بندی جشن‌ها و رسوم کهن آریایی مانند نوروز، شب یلدا (چله)، جشن سده و… به میزان زیادی شناخته و دسته‌بندی شده‌اند.

## سال‌های جانوری

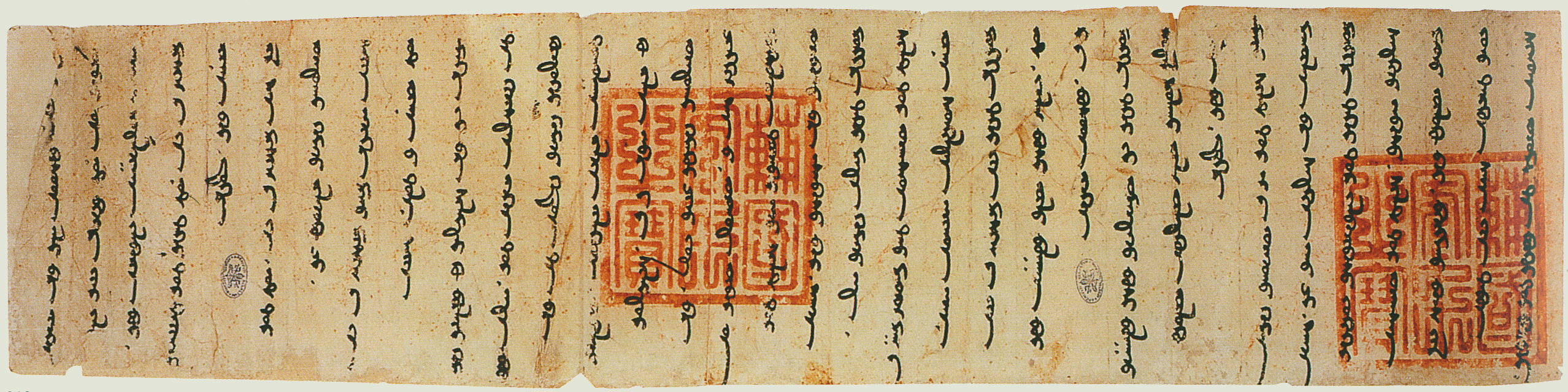
نامهٔ ارغون خان، چهارمین ایلخان ایران به پاپ نیکلاس چهارم، به زبان و خط مغولی، صادرشده از ارومیه (در متن Urumi). تاریخ صدور این نامه پنجمین روز ماه نو از آغازین ماه تابستان سال ببر (۱۴ مهٔ ۱۲۹۰) است.

در سدهٔ سیزدهم میلادی، مغولان یک نسخهٔ ترکی از گاه‌شماری چینی را از اویغورها أخذ کردند و به‌کاربردن آن را در تمام امپراتوری پهناور خود گسترش دادند. بااینکه قوم مغول مختصات این گاه‌شماری را از ترکی شرقی قدیم (ترکی خوارزمی-جغتایی) به مغولی ترجمه کردند، اما نام‌های ترکی همچنان اهمیتشان را حفظ کردند. این گاه‌شماری در ایران نتوانست به‌جایگزینی برای گاه‌شماری هجری تبدیل شود، اما از آن به‌شکل محدود در متون رسمی و تاریخ‌نگاری تا پایان دورهٔ قاجار، استفاده می‌شده است. اسامی سال‌های این گاه‌شماری:
| ترتیب | فارسی      | ترکی شرقی              | مغولی                      |
| ----- | ---------- | ---------------------- | -------------------------- |
| ۱     | سال موش    | سیچقان ئیل siçqan yıl  | ᠵᠢᠯ ᠬᠤᠯᠤᠭᠠᠨ᠎ᠠ quluɣan-a ǰil |
| ۲     | سال گاو    | اود ئیل ud yıl         | ᠵᠢᠯ ᠦᠬᠡᠷ üker ǰil          |
| ۳     | سال ببر    | بارس ئیل bars yıl      | ᠵᠢᠯ ᠪᠠᠷᠰ bars ǰil          |
| ۴     | سال خرگوش  | توشقان ئیل toşqan yıl  | ᠵᠢᠯ ᠲᠠᠤᠯᠠᠢ taulai ǰil      |
| ۵     | سال اژدها  | لوی ئیل luy yıl        | ᠵᠢᠯ ᠯᠤᠤ luu ǰil            |
| ۶     | سال مار    | ئیلان ئیل yılan yıl    | ᠵᠢᠯ ᠮᠣᠭᠠᠢ moɣai ǰil        |
| ۷     | سال اسب    | یونت ئیل yunt yıl      | ᠵᠢᠯ ᠮᠣᠷᠢᠨ morin ǰil        |
| ۸     | سال گوسفند | قوی ئیل qoy yıl        | ᠵᠢᠯ ᠬᠣᠨᠢ qoni ǰil          |
| ۹     | سال میمون  | پیچی ئیل piçi yıl      | ᠵᠢᠯ ᠪᠡᠴᠢᠨ bečin ǰil        |
| ۱۰    | سال مرغ    | تخاقوی ئیل toxaqoy yıl | ᠵᠢᠯ ᠲᠠᠬᠢᠶ᠎ᠠ takiy-a ǰil     |
| ۱۱    | سال سگ     | ایت ئیل it yıl         | ᠵᠢᠯ ᠨᠣᠬᠠᠢ noqai ǰil        |
| ۱۲    | سال خوک    | تنگوز ئیل toŋuz yıl    | ᠵᠢᠯ ᠭᠠᠬᠠᠢ ɣaqai ǰil        |

لازم به‌ذکر است که ایرانیان، گاهی جای ببر، پلنگ و جای اژدها، نهنگ به‌کار می‌بردند. ابونصر فراهی در نصاب‌الصبیان سروده:
| موش و بقر و پلنگ و خرگوش شمار  |  | زین چار چو بگذری نهنگ آید و مار |
| آن‌گاه به اسب و گوسفند است حساب |  | حمدونه و مرغ و سگ و خوک آخر کار |